# Effigy of the Forgotten/Pierced from Within
Effigy of the Forgotten/Pierced from Within è una compilation del gruppo musicale statunitense Suffocation, pubblicato nel 2003.

## Tracce
Effigy of the Forgotten
1. Liege of Inveracity – 4:30 (Barohn, Cerrito, Hobbs)
2. Effigy of the Forgotten – 3:50 (Barohn, Cerrito, Hobbs)
3. Infecting the Crypts – 4:49 (Barohn, Cerrito, Hobbs)
4. Seeds of the Suffering – 5:52 (Cerrito, Hobbs, Mullen)
5. Habitual Infamy – 4:16 (Cerrito, Hobbs)
6. Reincremation – 2:54 (Barohn, Cerrito, Smith)
7. Mass Obliteration – 4:32 (Barohn, Cerrito, Hobbs, Smith)
8. Involuntary Slaughter – 3:02 (Hobbs, Mullen)
9. Jesus Wept – 3:45 (Barohn, Cerrito, Hobbs)

Pierced from Within
1. Pierced from Within – 4:26 (Suffocation)
2. Thrones of Blood – 5:14 (Suffocation)
3. Depths of Depravity – 5:33 (Suffocation)
4. Suspended in Tribulation – 6:31 (Suffocation)
5. Torn into Enthrallment – 5:25 (Cerrito, Harrison, Mullen)
6. The Invoking – 4:36 (Suffocation)
7. Synthetically Revived – 3:53 (Suffocation)
8. Brood of Hatred – 4:36 (Suffocation)
9. Breeding the Spawn – 5:11 (Suffocation)

## Formazione
Cast artistico
- Josh Barohn - basso (primo disco)
- Chris Richards - basso (secondo disco)
- Doug Bohn - batteria (primo disco)
- Mike Smith - batteria (secondo disco)
- Doug Cerrito - chitarra
- Terrance Hobbs - chitarra
- Frank Mullen - voce
- George "Corpsegrinder" Fisher - cori (in Reincremation e Mass Obliteration)

Cast tecnico
- Eddy Shreyer - masterizzazione (primo disco)
- Mike Fuller - masterizzazione (secondo disco)
- Scott Burns - produzione, missaggio, ingegneria del suono